# Henry Clay
Henry Clay  (ur. 12 kwietnia 1777 w hrabstwie Hanover w stanie Wirginia,  zm. 29 czerwca 1852 w Waszyngtonie) – amerykański polityk i mówca. Był członkiem Izby Reprezentantów (gdzie był również spikerem) oraz Senatu ze stanu Kentucky. Kandydat na prezydenta w 1824, 1832 i 1844 roku. Współzałożyciel Narodowych Republikanów oraz Partii Wigów. Clay był również sekretarzem stanu w latach 1825–1829.